# Бранислава
Бранислава је прастаро словенско име, пре свега Чешко и Словачко, али се користи и у Србији и Пољској. Изведено је од имена Бранислав.

## Имендан
Имендан се слави у Словачкој 14. децембра.

## Популарност
У Словенији је 2007. ово име било на 448. месту по популарности.